# Surveillance (film)
Surveillance è un film indipendente del 2008 diretto da Jennifer Lynch, con protagonisti Julia Ormond e Bill Pullman. La struttura narrativa del film è caratterizzata prevalentemente da flashback dei protagonisti.

## Trama
Deserto di Santa Fe. Un pericoloso omicida ha portato a termine delitti sanguinosissimi, e la polizia non riesce a sapere chi è. Tre vittime che erano sulla lista del killer sono riuscite a fuggire fortunatamente, ma le loro dichiarazioni sono molto diverse. Il caso viene affidato ai federali e la soluzione sembra ritrovarsi a quello che la piccola Stephanie ha visto.

## Distribuzione
In Italia, il film è uscito direttamente in DVD.